# قضیه عنصر اضافی
قضیه عنصر اضافی (به انگلیسی: Extra Element Theorem) (ئی‌ئی‌تی) (اختصاری EET) یک فنونی تحلیلی است که توسط آردی میدلبروک برای ساده‌سازی فرایند استخراج نقطه محرک و توابع انتقال برای مدارهای الکترونیکی خطی توسعه یافته است. بسیار شبیه قضیه تونن، قضیه عنصر اضافی یک مسئله پیچیده را به چندین مسئله ساده‌تر تقسیم می‌کند.
نقطه محرک و توابع انتقال را می‌توان عموماً با استفاده از قوانین مدار کیرشهف یافت. با این حال، ممکن است چندین معادله پیچیده حاصل شود که بینش کمی در مورد رفتار مدار ارائه می‌دهند. با استفاده از قضیه عنصر اضافی، می‌توان یک عنصر مدار (مانند یک مقاومت) را از یک مدار حذف کرد و نقطه محرک یا تابع انتقال مورد نظر را یافت. با حذف عنصری که مدار را پیچیده‌تر می‌کند (مانند عنصری که بازخورد ایجاد می‌کند)، به دست آوردن تابع مورد نظر می‌تواند آسان‌تر باشد. در مرحله بعد، باید دو ضریب اصلاحی پیدا شود و با تابع قبلاً استخراج شده ترکیب شود تا عبارت دقیق پیدا شود.
شکل کلی قضیه عنصر اضافی، قضیه N-عنصر-اضافی نامیده می‌شود و امکان حذف همزمان چندین عنصر مدار را فراهم می‌کند.

## فرمول‌بندی عمومی
قضیه عنصر اضافی (تکی) هر تابع تبدیل را به صورت حاصلضرب تابع تبدیل با حذف آن عنصر و یک ضریب تصحیح بیان می‌کند. عبارت ضریب تصحیح شامل امپدانس عنصر اضافی و دو امپدانس نقطه محرک دیده شده توسط عنصر اضافی: امپدانس نقطه محرک تزریق دوگانه پوچ و امپدانس نقطه محرک تزریق تکی است. از آنجا که یک عنصر اضافی را می‌توان به‌طور کلی با اتصال کوتاه یا مدار باز کردن عنصر حذف کرد، دو شکل معادل از ئی‌ئی‌تی وجود دارد: {\displaystyle H(s)=H_{\infty }(s){\frac {1+{\frac {Z_{n}(s)}{Z(s)}}}{1+{\frac {Z_{d}(s)}{Z(s)}}}}} یا، {\displaystyle H(s)=H_{0}(s){\frac {1+{\frac {Z(s)}{Z_{n}(s)}}}{1+{\frac {Z(s)}{Z_{d}(s)}}}}.}
که در آن توابع انتقال حوزه لاپلاس و امپدانس‌ها در عبارات فوق به صورت زیر تعریف می‌شوند: H(s) تابع انتقال با عنصر اضافی موجود است. H∞(s) تابع انتقال با عنصر اضافی مدار باز است. H0(s) تابع انتقال با عنصر اضافی اتصال‌کوتاه است. Z(s) امپدانس عنصر اضافی است. Zd(s) امپدانس نقطه محرک تزریق تکی است که توسط عنصر اضافی «دیده می‌شود». Zn(s) امپدانس نقطه محرک تزریق دوگانه پوچ است که توسط عنصر اضافی «دیده می‌شود».
قضیه عنصر اضافی ضمناً ثابت می‌کند که هر تابع تبدیل مدار الکتریکی را نمی‌توان بیش از یک تابع دوخطی از هر عنصر مدار خاص بیان کرد.

## امپدانس‌های نقطهٔ محرک

### امپدانس نقطه محرک با تزریق تکی
Zd(s) با صفر کردن ورودی تابع تبدیل سیستم (اتصال کوتاه یک منبع ولتاژ یا مدار باز یک منبع جریان) و تعیین امپدانس دو سر پایانههایی که عنصر اضافی به آنها متصل می‌شود و عنصر اضافی وجود ندارد، به‌دست می‌آید. این امپدانس همان امپدانس معادل تونن است.

### امپدانس نقطه محرک با تزریق دو پوچ
Zn(s) با جایگزینی عنصر اضافی با یک منبع سیگنال آزمون دوم (یا یک منبع جریان یا منبع ولتاژ، بسته به مورد) به‌دست می‌آید. سپس، Zn(s) به صورت نسبت ولتاژ دو سر پایانه‌های این منبع آزمایشی دوم به جریانی که از پایانه مثبت آن خارج می‌شود، هنگامی که خروجی تابع تبدیل سیستم برای هر مقدار ورودی اولیه به تابع تبدیل سیستم صفر باشد، تعریف می‌شود.
در عمل، Zn(s) می‌توان با کار معکوس از این واقعیت‌ها که خروجی تابع تبدیل صفر شده و ورودی اولیه تابع تبدیل نامعلوم است، به‌دست آورد. سپس با استفاده از فنون‌های تحلیل مدار مرسوم، ولتاژ دو سر پایانه‌های منبع آزمون عنصر اضافی، vn(s)، و جریان خروجی از پایانه‌های مثبت منبع آزمون عنصر اضافی، in(s)، را بیان کرده و محاسبه کرد. {\displaystyle Z_{n}(s)=v_{n}(s)/i_{n}(s)} اگرچه محاسبه Zn(s) برای بسیاری از مهندسان فرآیندی ناآشنا است، اما عبارات آن اغلب بسیار ساده‌تر از عبارات مربوط به Zd(s) هستند، زیرا صفر کردن خروجی تابع انتقال اغلب منجر به صفر شدن سایر ولتاژها/جریان‌ها در مدار می‌شود که ممکن است امکان حذف برخی از مؤلفه‌ها از تحلیل را فراهم کند.

## حالت خاص با تابع انتقال به عنوان خود-اَمپدانس
به عنوان یک مورد خاص، می‌توان از ئی‌ئی‌تی برای یافتن امپدانس ورودی یک شبکه با اضافه کردن یک عنصر به‌صورت "اضافی" استفاده کرد. در این حالت، Zd همان امپدانس سیگنال منبع جریان آزمون ورودی است که صفر یا معادل آن با مدار باز بودن ورودی است. به همین ترتیب، از آنجایی که سیگنال خروجی تابع انتقال را می‌توان ولتاژ در پایانه‌های ورودی در نظر گرفت، Zn زمانی یافت می‌شود که ولتاژ ورودی صفر باشد، یعنی پایانه‌های ورودی اتصال کوتاه شده باشند؛ بنابراین، برای این کاربرد خاص، ئی‌ئی‌تی را می‌توان به صورت زیر نوشت: {\displaystyle Z_{\text{in}}=Z_{\text{in}}^{\infty }\cdot {\frac {1+{\frac {Z_{e}^{0}}{Z}}}{1+{\frac {Z_{e}^{\infty }}{Z}}}}} که‌در اینجا
- {\displaystyle Z} امپدانس انتخاب‌شده به عنوان عنصر اضافی است.
- {\displaystyle Z_{\text{in}}^{\infty }} امپدانس ورودی با حذف Z (یا بی‌نهایت شدن) است.
- {\displaystyle Z_{e}^{0}} امپدانس دیده شده توسط عنصر اضافی Z با ورودی اتصال کوتاه شده (یا صفر شدن) است.
- {\displaystyle Z_{e}^{\infty }} امپدانس دیده شده توسط عنصر اضافی Z با ورودی باز شده (یا بی‌نهایت شدن) است.

محاسبه این سه عبارت ممکن است کار اضافی به نظر برسد، اما محاسبه آنها اغلب آسان‌تر از محاسبه امپدانس ورودی کلی است.

### مثال

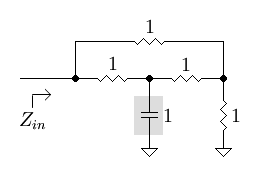
شکل ۱: مدار RC ساده برای نشان دادن ئی‌ئی‌تی. خازن (سایه‌زده خاکستری) عنصر اضافی را نشان می‌دهد.

فرض‌کنید مسئله پیدا کردن {\displaystyle Z_{in}} برای مدار شکل ۱ با استفاده از ئی‌ئی‌تی (توجه داشته باشید که مقادیر همه اجزا برای سادگی واحد هستند) است. اگر خازن (سایه‌زده خاکستری) به عنوان عنصر اضافی نشان داده شود، آنگاه {\displaystyle Z={\frac {1}{s}}.}
با حذف این خازن از مدار، و به‌دست آوردن امپدانس ورودی: {\displaystyle Z_{in}^{\infty }=2\|1+1={\frac {5}{3}}.}
محاسبه امپدانس دیده شده از محل خازن حذف‌شده با اتصال کوتاه ورودی، {\displaystyle Z_{e}^{0}=1\|(1+1\|1)={\frac {3}{5}}.}
محاسبه امپدانس دیده شده از محل خازن حذف شده با ورودی باز، {\displaystyle Z_{e}^{\infty }=2\|1+1={\frac {5}{3}}.}
بنابراین، با استفاده از ئی‌ئی‌تی، {\displaystyle Z_{in}={\frac {5}{3}}\cdot {\frac {1+{\frac {3}{5}}s}{1+{\frac {5}{3}}s}}={\frac {5+3s}{3+5s}}.}
این مسئله با محاسبه سه امپدانس نقطه محرک ساده با روش بازبینی حل شد.

## تقویت‌کننده‌های با بازخورد
ئی‌ئی‌تی همچنین برای تحلیل تقویت‌کننده‌های با بازخورد تک حلقه‌ای و چند حلقه‌ای مفید است. در این حالت، ئی‌ئی‌تی می‌تواند به شکل مدل بهره مجانبی باشد.

## برای مطالعهٔ بیشتر
- Christophe Basso Linear Circuit Transfer Functions: An Introduction to Fast Analytical Techniques first edition, Wiley, IEEE Press, 2016, 978–1119236375